# رافر آلستون
رافر آلستون (انگلیسی: Rafer Alston؛ زادهٔ ۲۴ ژوئیهٔ ۱۹۷۶) بازیکن بسکتبال اهل ایالات متحده آمریکا است.
از باشگاه‌هایی که در آن بازی کرده‌است می‌توان به بروکلین نتس، میامی هیت، تورنتو رپترز، اورلندو مجیک، و هیوستون راکتس اشاره کرد.